# Зелені облігації
Зелені облігації (лат. obligatio) — борговий інструмент, кошти від продажу якого спрямовуються виключно на фінансування екологічних проектів, зокрема будівництво електростанцій, які працюють на відновлюваних джерелах енергії. В українське законодавство поняття зелені облігації введено з 1 липня 2021 року.

## Історія
Зелені облігації є відносно новим класом активів. Загальний обсяг зелених облігацій у 2016 році оцінювався в 81 млрд доларів. Обсяг облігацій, випущених у 2019 році, становив 266,5 млрд доларів. В 2020 році — 297 млрд доларів. Кліматичні та зелені облігації зараз випускають тисячі емітентів по всьому світу, включаючи державні органи, банки та компанії, а також місцеві органи влади.

## Використання зелених облігацій в Україні
Першою серед українських компаній зелені єврооблігації — спеціалізовані цінні папери для розвитку відновлюваної енергетики — випустила компанія ДТЕК бізнесмена Ріната Ахметова.
Зелені облігації ДТЕК були розміщені в листопаді 2019 року на Ірландській фондовій біржі строком обігу п'ять років на суму 325 млн євро за ставкою 8,5 % річних. Кошти, залучені від розміщення зелених єврооблігації були спрямовані виключно проекти компанії ДТЕК ВДЕ у відновлюваній енергетиці, в тому числі на будівництво Тілігульскої ВЕС.
В листопаді 2021 року зелені облігації розмістила державна компанія «Укренерго» під державні гарантії уряду України. П'ятирічні зелені єврооблігації сталого розвитку [Green and Sustainability-linked bonds] на суму 825 мільйонів доларів з дохідністю 6,875 % розміщені на Лондонській фондовій біржі. Умовою залучення цих коштів було погашення заборгованості уряду України перед виробниками електричної енергії з відновлюваних джерел за 2020—2021 рік.

## Скандал з зеленими облігаціями «Укренерго»
13 листопада уряд України заблокував виплату коштів від зелених облігацій за їх цільовим призначенням. Того ж дня Кабінет Міністрів звільнив керівника ДП «Гарантований покупець», яке відповідальне за розрахунки з виробниками зеленої енергії коштами від зелених облігацій Костянтина Петриковця.
Звільнений директор ДП «Гарантований покупець» Костянтин Петриковець заявив про тиск і незаконні вказівки від прем'єр-міністра Дениса Шмигаля. Шмигаль звинувачення спростував, заявивши, що не надавав незаконних вказівок блокувати виплати по зеленим облігаціям.
15 листопада уряд частково зняв обмеження на виплату боргів перед виробниками електроенергії з відновлюваних джерел. ДП «Гарантований покупець» виплатив 16,3 з 19,3 млрд грн. Кошти отримали всі понад 800 виробників електроенергії з відновлюваних джерел, крім ДТЕК ВДЕ.
Решта коштів в розмірі 3 млрд грн були повернуті з Ощадбанку на рахунки ДП «Гарантований покупець», що стало автоматичним порушенням умов залучення зелених облігацій.
Компанія ДТЕК повідомила своїх кредиторів на Лондонській фондовій біржі про дискримінаційний підхід і ініцювала кримінальне розслідування за фактом втручання в розподіл коштів зелених єврооблігацій.
Після скандалу з виплатами зелених облігацій варстість українських цінних паперів упали на 4 %, а ризик дефолту зріс на 20 %.
23 листопада ДП «Гарантований покупець» допустив, що кошти, отримані від розміщені в Європі зелених облігацій можуть спрямувати на потреби атомних електростанцій, в тому числі закупівлю уранового палива.